# Armored Saint
Armored Saint es una banda de heavy metal, fundada en 1982 en Los Ángeles, California (Estados Unidos).

## Comienzos
La banda fue formada en 1982 por el cantante John Bush, los guitarristas Dave Pritchard y Phil Sandoval, el bajista Joey Vera y el batería Gonzo (hermano de Phil). Armored Saint editó un EP con tres canciones en 1983, con la compañía Metal Blade records.
Posteriormente la banda lanzó tres álbumes con Chrysalis. En 1984 publicaron su primer trabajo, "March of the Saint", seguido de "Delirious Nomad", en 1985, y en 1987 vio la luz "Raising Fear". Sin embargo nunca alcanzaron mucho éxito con Chrysalis y en 1989 volvieron a firmar con Metal Blade records.
En 1989 la banda lanzó "Saints Will Conquer". Al poco tiempo de lanzado el disco, le diagnosticaron leucemia al guitarrista Dave Pritchard. Pritchard y el resto de la banda decidieron volver al estudio y comenzar a trabajar para su siguiente álbum. Antes de que la banda pudiera terminarlo, Pritchard murió. Después de su muerte la banda permaneció inactiva durante un breve período. Posteriormente reclutaron a Jeff Duncan para ocupar la vacante de Dave Pritchard y regresaron al estudio con la idea de acabar el álbum, titulado "Symbol of Salvation", el cual logró un cierto éxito comercial.

## Salida de John Bush
Durante los comienzos de Armored Saint, John Bush era muy popular en la Bay Area debido a su potente voz, poco habitual en la escena rock de Los Ángeles. Fue en los primeros años de vida del grupo cuando Metallica invitó a Bush a formar parte de la banda. Dicha invitación nunca pasó a ser vinculante, y a día de hoy el cantante de Metallica sigue siendo James Hetfield. También, tras la muerte del bajista de Metallica, Cliff Burton, Joey Vera pasó por las audiciones realizadas por la banda en busca de un sustituto.
Tras el lanzamiento del "Symbol of Salvation", a John Bush le ofrecieron ser el cantante de Anthrax tras la marcha de Joey Belladona, en 1992. Inseguro del futuro de la banda, Bush aceptó el trabajo y los miembros restantes disolvieron Armored Saint oficialmente tras el anuncio de Bush. Tras la separación de Armored Saint, el bajista Joey Vera formó parte de diversas bandas (Fates Warning, Lizzy Borden y Chroma Key). Posteriormente, lanzó un álbum en solitario en 1994 y comenzó su carrera como un productor e ingeniero de sonido.

## Vuelta al trabajo
En 1999, mientras Anthrax estaban temporalmente inactivos, John Bush se reunió con Joey Vera y juntos decidieron reformar Armored Saint. Volvieron al estudio y en 2000, "Revelation" fue lanzado seguido de una pequeña gira. Al año siguiente la banda lanzó un álbum recopilatorio, titulado "Nod to the Old School", que contiene una colección de temas clásicos de la banda (muchos de ellos de la época de Pritchard), más algunos nuevos que fueron lanzados. Después de este lanzamiento John Bush volvió con Anthrax y Armored Saint pasó a la inactividad de nuevo.

## Incertidumbre
En 2004, tras la marcha del bajista de Anthrax, Frank Bello, a Helmet, Joey Vera suplió a este último durante la gira mundial que el grupo neoyorquino hizo ese año. Una vez terminada, y después de un frenético año para Vera (en su tiempo libre con Anthrax mantenía sus proyectos paralelos y realizaba constantes viajes para tocar con sus otros grupos), éste anunció que su etapa en Anthrax había finalizado, dejando el grupo amistosamente. Tras el final de la gira, y viendo que Vera había dejado Anthrax, parece que Bello recapacitó y volvió al grupo. A principios de 2005, Scott Ian, miembro fundador de Anthrax anunció que la banda iba a hacer una gira con la formación del disco "Among the Living", que incluye a Joey Belladona y Dan Spitz. En un principio John Bush también iba a participar en esta gira que se calificó como "Reunion Tour", pero al final decidió rehusar su participación en ella, alegando entre otros motivos el nacimiento de su hija Jezhabelle. En cualquier caso, Scott Ian afirmó que los miembros de Anthrax que no están en el "Reunion Tour" (John Bush y Rob Caggiano) seguirían siendo parte de la banda, esto en un comunicado en el año 2005. Sin embargo este trasiego de miembros en ambos grupos dio a muchos de los seguidores de Armored Saint esperanzas de que la banda comenzase de nuevo a trabajar, lo que se hizo efectivo al anunciarse la salida de John Bush de Anthrax.
Como parte de su vigésimo aniversario, Metal Blade Records lanzó una edición especial del "Symbol of Salvation", y después la banda reeditó el vídeo "A Trip Through Red Times".
En 2010 graban su disco de estudio titulado "La Raza". En 2015 editan "Win Hands Down".

## Miembros de la banda
Formación actual
- John Bush – Voz (1982–present)
- Joey Vera – Bajo, Coros (1982–present)
- Jeff Duncan – Guitarra rítmica, Coros (1989–present)
- Gonzo Sandoval – Batería, Coros (1982–1988, 1990–present)
- Phil Sandoval – Guitarra (1990–presente), Guitarra rítmica (1982–1985)

Antiguos miembros
- Mike Zaputil – bajo (1982)
- Mike Williams – bajo (1982)
- Dave Prichard – Guitarra, Coros (1982–1990; his death)
- Eddie Livingston – batería(1989)
- Alan Barlam  – Guitarra (1989)

## Discografía

### Álbumes de estudio y EP
- Armored Saint (EP) (1983)
- March of the Saint (1984)
- Delirious Nomad (1985)
- Raising Fear (1987)
- Saints Will Conquer (1988)
- Symbol of Salvation (1991)
- Revelation (2000)
- Nod to the Old School (2001)
- La Raza (2010)
- Win Hands Down (2015)
- Punching the Sky (2020)

### Vídeos y DVD
- A Trip Through Red Times (1987)
- Lessons Not Well Learned (2004)